# Bunaster
Genre
Bunaster est un genre d'étoiles de mer de la famille des Ophidiasteridae dont les espèces se rencontrent des Philippines à l'Australie.

## Liste des espèces
Selon World Register of Marine Species (9 décembre 2014) :
- Bunaster lithodes Fisher, 1917
- Bunaster ritteri Döderlein, 1896
- Bunaster uniserialis H.L. Clark, 1921
- Bunaster variegatus H.L. Clark, 1938